# Episodi de I Griffin (ventitreesima stagione)
La ventitreesima stagione della serie animata I Griffin viene trasmessa negli Stati Uniti, da Fox, dal 16 febbraio al 17 luglio 2025. I due episodi speciali che precedono la stagione sono in esclusiva su Hulu dal 14 ottobre e 25 novembre 2024.
In Italia i due speciali sono stati distribuiti negli stessi giorni su Disney+ nella sezione dedicata "Episodi esclusivi". Il resto della stagione viene trasmesso su Italia 1 dal 19 agosto 2025, saltando momentaneamente gli episodi 5, 8, 9, 14, 16 e 18.
| n. | Codice di produzione | Titolo originale                | Titolo italiano                  | Prima TV USA            | Prima TV Italia            |
| -- | -------------------- | ------------------------------- | -------------------------------- | ----------------------- | -------------------------- |
| SP | NACX19               | Peter, Peter, Pumpkin Cheater   | Peter, Il Re delle Zucche        | 14 ottobre 2024 (Hulu)  | 14 ottobre 2024 (Disney+)  |
| SP | NACX20               | Gift of the White Guy           | Un bianco, bianco Natale         | 25 novembre 2024 (Hulu) | 25 novembre 2024 (Disney+) |
| 1  | NACX16               | Fat Gun                         | Fat Gun                          | 16 febbraio 2025        | 19 agosto 2025             |
| 2  | NACX13               | Live, Laugh, Love               | Vivi ridi ama                    | 23 febbraio 2025        | 20 agosto 2025             |
| 3  | NACX14               | Drunk with Power                | Ubriaco di potere                | 2 marzo 2025            | 21 agosto 2025             |
| 4  | NACX15               | Lois C.K.                       | Lois C.K.                        | 9 marzo 2025            | 21 agosto 2025             |
| 5  | NACX17               | The Chicken or the Meg          |                                  | 16 marzo 2025           |                            |
| 6  | NACX18               | Dog is My Co-Pilot              | Il cane è il mio copilota        | 23 marzo 2025           | 22 agosto 2025             |
| 7  | PACX01               | Pitch Imperfect                 | Lancio imperfetto                | 30 marzo 2025           | 19 agosto 2025             |
| 8  | PACX02               | Hard Times at Adam West High    |                                  | 6 aprile 2025           |                            |
| 9  | PACX03               | The Elle Word                   |                                  | 13 aprile 2025          |                            |
| 10 | PACX04               | A Real Who's Hulu               | Il vero chi è Su Hulu            | 27 aprile 2025          | 25 agosto 2025             |
| 11 | PACX05               | China Doll                      | Pupazzo cinese                   | 4 maggio 2025           | 20 agosto 2025             |
| 12 | PACX06               | One Foot in Front of the Mother | Un passo alla volta, mamma!      | 11 maggio 2025          | 26 agosto 2025             |
| 13 | PACX11               | The Fat Lotus                   | The Fat Lotus                    | 18 maggio 2025          | 27 agosto 2025             |
| 14 | PACX07               | Cool Hand Lois                  |                                  | 29 maggio 2025          |                            |
| 15 | PACX08               | Martian Meg                     | Meg marziana                     | 5 giugno 2025           | 28 agosto 2025             |
| 16 | PACX09               | Row v. Wade                     |                                  | 3 luglio 2025           |                            |
| 17 | PACX10               | Karenheit 451                   | Libri politicamente... corretti! | 10 luglio 2025          | 29 agosto 2025             |
| 18 | PACX13               | Twain's World                   |                                  | 17 luglio 2025          |                            |